# Dalton (Izrael)
Dalton (hebrejsky דַּלְתּוֹן, v oficiálním přepisu do  angličtiny Dalton) je vesnice typu mošav v Izraeli, v Severním distriktu, v Oblastní radě Merom ha-Galil.

## Geografie
Leží v nadmořské výšce 736 metrů, v Horní Galileji, cca 37 kilometrů východně od břehů Středozemního moře. Je situována severovýchodně od masivu Har Meron na okraji náhorní planiny, nedaleko míst, kde terén začíná prudce klesat směrem do údolí řeky Jordán. Západně od obce se rozkládá umělé jezero Ma'agar Dalton, okolo nějž leží prameniště Nachal Amud – významného vodního toku v tomto regionu. Další vodní tok, Nachal Chacor, směřuje východním směrem. Jižně od vesnice stojí pahorek Har Šimchon a podél jeho jižní strany teče k východu vádí Nachal Dalton. Severovýchodně od obce se pak do nadmořské výšky 874 metrů zvedá masiv hory Har Dalton s bočními vrcholky Har Cadok (833 m n. m.) a Har Evjatar (826 m n. m.).
Obec se nachází cca 123 kilometrů severovýchodně od centra Tel Avivu, cca 52 kilometrů severovýchodně od centra Haify a cca 5 kilometrů severně od Safedu. Dalton obývají Židé, přičemž osídlení v tomto regionu je převážně židovské. Pouze 4 kilometry na západ leží město Džiš, které obývají izraelští Arabové, a 4 kilometry na sever vesnice Richanija, kterou obývají izraelští Čerkesové.
Mošav Dalton je na dopravní síť napojen pomocí lokální silnice číslo 886, jež vede ze Safedu k libanonským hranicím.

## Dějiny
Dalton byl založen v roce 1950. Jménem navazuje na židovské sídlo zmiňované v této lokalitě v raném středověku. V křižáckých pramenech bylo nazýváno Deleha. Jméno tohoto sídla pak až do roku 1948 uchovávala arabská vesnice Dallata stojící jeden kilometr severovýchodně od nynějšího mošavu. V roce 1931 v ní žilo 256 lidí. Stálo tu 43 domů. V obci fungovala malá základní škola. Během války za nezávislost v roce 1948 byla vesnice dobyta izraelskými silami a arabské osídlení tu skončilo. Zástavba pak byla zbořena.
Zakladateli současného mošavu byli židovští přistěhovalci z Libye. V obci je 84 původních rodinných farem, dalších 20 jich bylo založeno v 70. letech 20. století mladší generací rodáků z Daltonu. Obec plánuje další stavební expanzi zaměřenou na rezidenční nezemědělskou zástavbu. Má jít o 103 stavebních parcel. Ekonomika je založena na zemědělství a turistice. Poblíž vesnice archeologické výzkumy odkryly zbytky synagogy z dob Talmudu a Mišny. Severně od mošavu se rozkládá průmyslová zóna Ramat Dalton.
V Daltonu fungují tři synagogy. Je tu k dispozici poštovní úřad, obchod, zdravotní ordinace a zařízení předškolní péče o děti. Základní škola je u obce Meron nebo v nedalekém kibucu Sasa.

## Demografie
Obyvatelstvo mošavu Dalton je nábožensky orientované. Podle údajů z roku 2014 tvořili populaci v Daltonu Židé (včetně statistické kategorie "ostatní", která zahrnuje nearabské obyvatele židovského původu ale bez formální příslušnosti k židovskému náboženství).
Jde o menší sídlo vesnického typu s dlouhodobě stagnujícím počtem obyvatel. K 31. prosinci 2014 zde žilo 866 lidí. Během roku 2014 populace stoupla o 0,7 %.
| Rok            | 1961 | 1972 | 1983 | 1995 | 2001 | 2003 | 2004 | 2005 | 2006 | 2007 | 2008 | 2009 | 2010 | 2011 | 2012 | 2013 | 2014 |
| -------------- | ---- | ---- | ---- | ---- | ---- | ---- | ---- | ---- | ---- | ---- | ---- | ---- | ---- | ---- | ---- | ---- | ---- |
| Počet obyvatel | 490  | 675  | 646  | 568  | 686  | 712  | 698  | 695  | 698  | 721  | 724  | 846  | 844  | 825  | 855  | 860  | 866  |